# Казалабрива
Казалабрива (фр. Casalabriva, корс. Casalabriva) — коммуна во Франции, находится в регионе Корсика. Департамент коммуны — Южная Корсика. Входит в состав кантона Тараво-Орнано. Округ коммуны — Сартен.
Код INSEE коммуны — 2A071.

## Население
Население коммуны на 2008 год составляло 180 человек.
| 1962 | 1968 | 1975 | 1982 | 1990 | 1999 | 2008 |
| ---- | ---- | ---- | ---- | ---- | ---- | ---- |
| 150  | 162  | 139  | 136  | 150  | 181  | 180  |

## Экономика
В 2007 году среди 111 человек в трудоспособном возрасте (15—64 лет) 75 были экономически активными, 36 — неактивными (показатель активности — 67,6 %, в 1999 году было 63,7 %). Из 75 активных работали 56 человек (36 мужчин и 20 женщин), безработных было 19 (9 мужчин и 10 женщин). Среди 36 неактивных 10 человек были учениками или студентами, 11 — пенсионерами, 15 были неактивными по другим причинам.
В 2008 году в коммуне насчитывалось 90 домохозяйств, в которых проживали 180 человек, медиана доходов составляла 12 112 евро на одного человека.